# 八百鞭子
《八百鞭子》是一部中国上海美术电影制片厂1980年上映制作的动画片作品。

## 剧情简介
在财主家打工的小亮用柴刀刻了一只小木鸟,正在把玩时,财主挥舞皮鞭将他打的遍体鳞伤。鲜血流进木鸟身上，木鸟突然复活，展开翅膀飞了起来。木鸟用法术将小亮伤口治愈。财主看到大为惊奇，此时皇帝身患顽疾，久治不愈。正张榜天下寻求名医，宣称能将皇帝的病治愈者重赏。财主要挟小亮携带木鸟为皇帝治病，两个皇家守卫认定财主是个骗子，一拳打伤了他的鼻子，此时木鸟将财主鼻子治好，皇家守卫和大臣见状遂引荐小亮，要求平分奖赏，小亮一一答应分给他们一份。待小亮为皇帝治好病后，小亮要求皇帝奖赏八百鞭子，并将800鞭子分别分给财主、皇家守卫、和诸位大臣........